# 极地平流层云

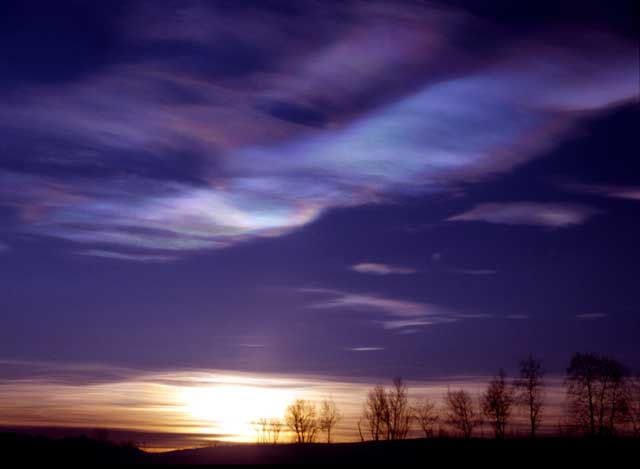
極地平流層雲，攝於北極

极地平流层云（英語：polar stratospheric cloud，缩写为PSC），是冬季出现在两极地区平流层中的一种云，通常分布在离地15km-25km的高度范围内。部分极地平流层云在阳光的照射之下会呈现珍珠般的光泽，故而这种云也称作“珠母云”或“贝母云”。由于极地平流层云表面可以吸附并分解氯贮存物质，它在南极臭氧洞的形成中扮演了重要的角色。

## 成因和分类
由于平流层内的大气异常干燥，在平流层内很难形成云。但在气温低于−78 °C（−108 °F）时，平流层内仍然能够形成云。由于只有在两极的平流层中才能达到这样低的温度，这种平流层云只在两极，尤其是南极的冬季出现。根据化学组分的不同，极地平流层云大致可分为Ia, Ib，Ic和II四类：
I型极地平流层云主要由水、水合硝酸和/或水合硫酸构成。其中Ia型云几乎完全由三水合硝酸构成，这类云在南极地区的平流层中最为普遍；Ib型云则由水、水合硝酸、水合硫酸三元混合物的结晶或过冷液滴构成；Ic型云是处于亚稳态的水-水合硝酸二元混合物。II型极地平流层云只包含冰，这种云在环境温度低于−85 °C（−121 °F）时方能形成。

## 外观

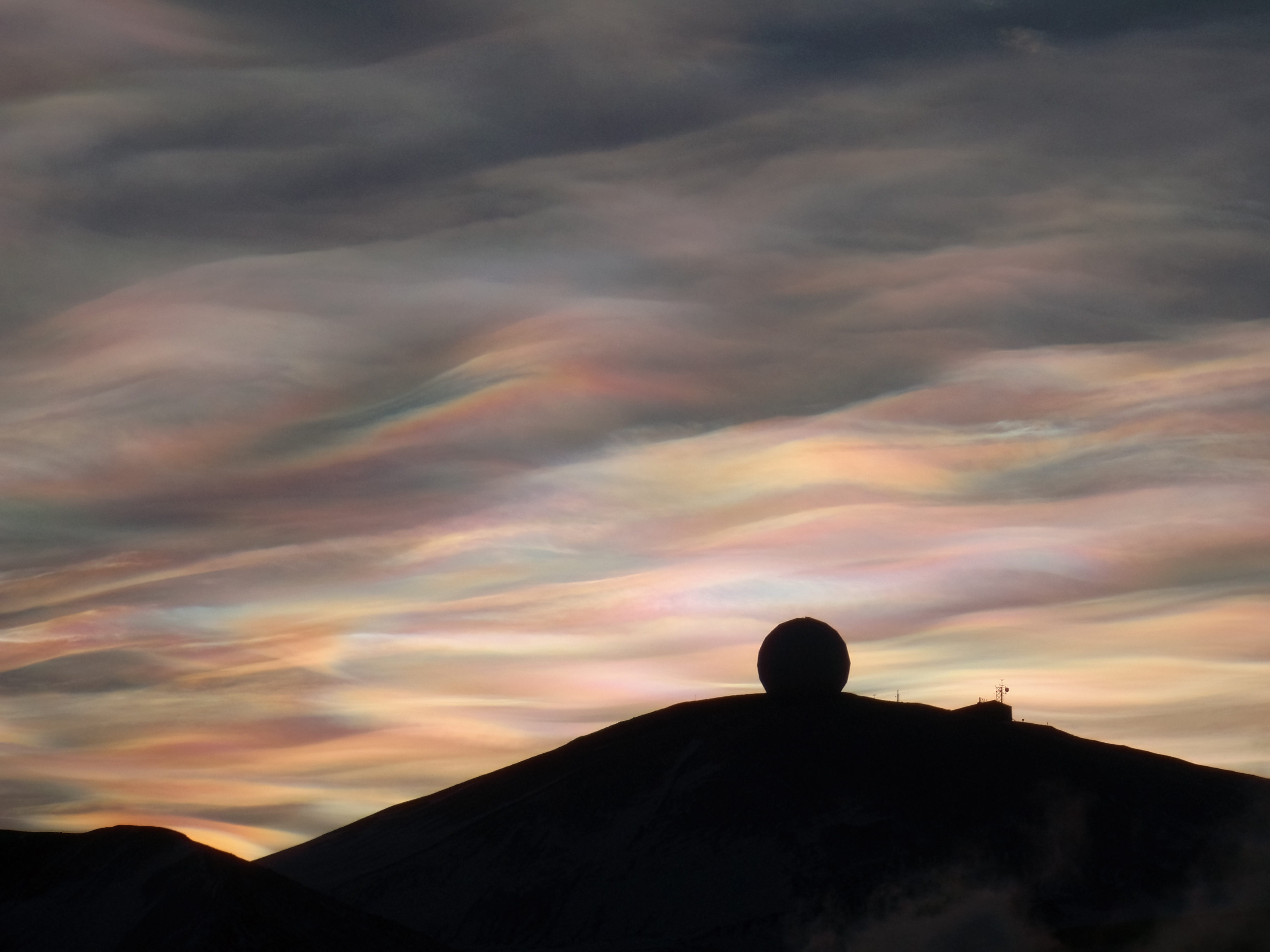
南极地区上空的II型极地平流层云

I型极地平流层云由于云滴直径较小，肉眼很难分辨，远看好似薄薄一层淡黄色的面纱，且易与霾或卷层云混淆。II型极地平流层云则由于云滴较大，能够前向散射阳光而呈现出乳白色、如珍珠般的光泽，有时因为干涉还会带上颜色（粉红色或绿色），故它们称为珠母云或贝母云。通过偏振滤镜可以更好地观察这些云的颜色。

## 影响
I型极地平流层云能够在平流层中加速臭氧的分解：在平流层中，虽然氯原子和它的氧化物自由基能够通过自由基反应催化臭氧的分解，但它们也很容易与二氧化氮及甲烷反应，分别形成稳定的氯硝酸和氯化氢，从而使这种自由基链反应难以有效进行。I型平流层云则提供了一个界面，氯贮存物质会吸附到这个界面上，并发生化学反应。这种反应一方面使得氯原子从氯贮存物质中释放出来；另一方面也消耗了氮氧化物，阻止氯贮存物质进一步形成。最终使平流层中的活性氯原子维持较高的浓度。南极入冬以后，极涡将南极平流层大气与外界大气阻隔，平流层内的温度不断降低，极地平流层云开始形成，在其表面上，氯贮存物质不断消耗，氯单质不断形成、累积。而当九月第一缕阳光射入平流层大气时，阳光中的紫外线将催化氯单质分解，产生大量氯原子并催化臭氧分解，最终导致臭氧层空洞。

## 研究史
早在19世纪，斯堪的纳维亚半岛上的人就已经发现了珠母云。20世纪80年代初，人们通过卫星、光学雷达观测等手段发现南极地区一年中极地平流层云的出现的频率随时间呈现周期性的变化，并在冬季达到极大值。稍后的研究表明极地平流层云可分为I型和II型两种，其中I型云主要由水合硝酸构成。I型云也是人们发现的第一种不以液态水或冰晶为主要成分的云。